# WWE ’12
WWE ’12 – komputerowa gra sportowa o tematyce wrestlingu, stworzona przez Yuke’s i wydana przez THQ na konsole PlayStation 3, Xbox 360 oraz Wii. Gra powstała głównie z myślą o kontynuacji serii gier wrestlingowych oraz promocji organizacji World Wrestling Entertainment.
22 listopada 2011 roku gra została oficjalnie wydana na rynek w Ameryce Północnej, a 25 listopada – w Wielkiej Brytanii. Dopiero 26 stycznia 2012 gra została udostępniona w Japonii. W maju 2012 roku w Europie wydano wersję  WWE ’12 – Wrestlemania Edition.

## Rozgrywka
W grze WWE ’12, w stosunku do poprzednich części serii, zostało znacznie zmienione sterowanie, w szczególności łapanie przeciwnika. W poprzednich seriach gry przeciwnika łapało się prawą gałką analogową, jednak w tej wersji robi się to przyciskiem A / X (w zależności od konsoli Xbox 360 lub PlayStation 3). Gra używa nowego silnika nazwanego Predator Technology, który ma sprawić większą płynność rozgrywki. Sztuczna inteligencja komputera również została bardziej dopracowana, przez co zawodnicy nie powtarzają ciągle tych samych akcji. Inną nowością w grze jest opcja Dynamic Comeback pozwalająca na atak na przeciwnika, mimo zmęczenia zawodnika, którym prowadzi się rozgrywkę.
W grze udostępniono dwa tryby rozgrywki:
- WWE Universe 2.0 – w tym trybie pojedynki odbywają się według prawdziwego kalendarza wszystkich gal World Wrestling Entertainment na cały rok, m.in. WWE Raw, WWE SmackDown i gal pay-per-view. Na każdej gali dobór przeciwników może być losowy lub dostosowany przez gracza. Główną zmianą w porównaniu do trybu Universe z gry WWE SmackDown vs. Raw 2011 jest możliwość zmiany terminarza wszystkich gal.
- Road To WrestleMania – tryb, w którym gracz wciela się w jedną z postaci, a jego celem jest występowanie na tygodniówkach, rozmowa za kulisami oraz uczestnictwo w wielu walkach, aż do WrestleManii.